# Soumitra Chatterjee
Soumitra Chatterjee o Soumitra Chattopadhyay (en bengalí: সৌমিত্র চট্টোপাধ্যায়; Calcuta, 19 de enero de 1935-Ib., 15 de noviembre de 2020) fue un actor de cine indio, reconocido principalmente por sus colaboraciones con el cineasta ganador del Premio Óscar, Satyajit Ray, con quien trabajó en catorce producciones cinematográficas.

## Biografía

### Carrera
Chatterjee, nacido en la ciudad de Calcuta en 1935, debutó en el cine con un papel destacado en la película Apur Sansar (El mundo de Apu, 1959) representando al protagonista Apu en su adultez. El filme se convirtió en la tercera y última entrega de la trilogía de Apu dirigida por Satyajit Ray. Acto seguido figuró en películas notables con el cineasta, incluyendo Abhijan (La Expedición, 1962), Charulata (La esposa solitaria, 1964), Aranyer Din Ratri (Días y noches en el bosque, 1969), Un trueno lejano (Ashani Sanket, 1973), Sonar Kella (La fortaleza, 1974), Joi Baba Felunath (El Dios Elefante, 1978), Hirak Rajar Deshe (1980), Ghare Baire (El hogar y el mundo, 1984), Shakha Proshakha (1990) y Ganashatru (1989).
Paralelamente trabajó con otros destacados directores del cine bengalí como Mrinal Sen en Akash Kusum (Arriba en las nubes, 1965), Tapan Sinha en Kshudhita Pashan (Piedras hambrientas, 1960), Asit Sen en Swaralipi (1961), Ajoy Kar en Otol Joler Ahoban (1962) y Tarun Mazumdar en Sansar Simante (1975) y Ganadevata (1978). En total, actuó en más de 210 películas en su carrera hasta 2016. También recibió elogios de la crítica especializada por su proyecto como director Stree Ki Patra (1986), basado en Streer Patra, un cuento bengalí escrito por el novelista y dramaturgo Rabindranath Tagore.

### Reconocimientos
En 2012, el actor recibió el Premio Dadasaheb Phalke, el más alto galardón del cine indio otorgado por el gobierno de la India por los logros de toda una vida. Ganó dos Premios Nacionales de Cine y recibió el Premio Académico Sangeet Natak en 1998, otorgado por la Academia Nacional de Música, Danza y Teatro de la India. En 2013, IBN LIVE lo nombró como uno de "los hombres que cambiaron el rostro del cine indio" y un año después recibió el premio Filmfare al mejor actor masculino por su papel en el largometraje de 2013 Rupkatha Noy. En total, el actor fue reconocido con siete premios Filmfare. En 2006 ganó el Premio Nacional de Cine en la categoría de mejor actor por su desempeño en la película Podokkhep. El Gobierno de la India le concedió el reconocimiento Padma Bhushan en 2004.
En 1999 se convirtió en la primera personalidad cinematográfica india en recibir la Ordre des Arts et des Lettres, el más alto premio artístico otorgado por el Gobierno Francés. En 2017, exactamente treinta años después de que el cineasta Satyajit Ray fuera honrado con el más alto premio civil de Francia, la Orden Nacional de la Legión de Honor, el actor Soumitra Chatterjee, posiblemente la cara más prominente de las películas de Ray, también recibió el prestigioso galardón.

### Enfermedad y fallecimiento
En octubre de 2020, Chatterjee dio positivo para COVID-19 y fue internado en la Clínica Belle Vue de Calcuta. Sus comorbilidades (infección del tracto urinario y fluctuaciones en los niveles de sodio y potasio) hicieron que su condición fuera crítica, por lo que debió ingresar en una unidad de cuidados intensivos. A partir del 13 de octubre su estado de salud empezó a mejorar ligeramente y un día después fue transferido a una unidad no COVID. Se le mantuvo con ventilación mecánica no invasiva. Sin embargo, a finales de ese mes su condición se deterioró severamente.
El 15 de noviembre de 2020, Chatterjee murió debido a una encefalopatía inducida por el COVID-19 en la ciudad de Calcuta a los ochenta y cinco años.